# Blumberg
Blumberg es una ciudad de unos 10 000 habitantes en el distrito de Selva Negra-Baar en el sur de Baden-Wurtemberg, Alemania, aproximadamente 15 km al sur de Donaueschingen.